# Kurt Hartung (Fußballspieler)
Kurt Hartung (* 21. Mai 1947) ist ein ehemaliger deutscher Fußballspieler, der in Dresden und Löbau zwischen 1967 und 1983 in der DDR-Liga, der zweithöchsten Spielklasse im DDR-Fußball, aktiv war. 

## Sportliche Laufbahn
Nachdem Kurt Hartung zuletzt für die Betriebssportgemeinschaft (BSG) Stahl Freital in der drittklassigen Bezirksliga Dresden gespielt hatte, wechselte er zur Saison 1967/68 zum DDR-Ligisten FSV Lokomotive Dresden. In seiner ersten DDR-Liga-Saison bestritt Hartung 17 der 30 Punktspiele, in denen er hauptsächlich als Abwehrspieler eingesetzt wurde. 1968/69 kam er in allen 30 Ligaspielen zum Einsatz, in denen er zuerst zunächst im Mittelfeld, später aber wieder in der Abwehr spielte. In dieser Saison erzielte er auch sein erstes Ligator für die Fußballsportvereinigung (FSpVgg). 
Nachdem er 1969/70 nur in 16 Ligaspielen mitwirkte und zu Beginn der Hinserie 1970/71 zehn Spiele in der DDR-Liga absolviert hatte, wurde Hartung im November 1970 für 18 Monate zum Wehrdienst in der Nationalen Volksarmee eingezogen. Er konnte aber in dieser Zeit bei der Armeesportgemeinschaft (ASG) Vorwärts Löbau weiter Fußball spielen. Zunächst tat er dies in der Bezirksliga Dresden, wurde aber 1971 mit der Mannschaft Bezirksmeister und stieg wieder in die DDR-Liga auf, die nun auf fünf Staffeln erweitert worden war. Dort kam er für Löbau bis Mai 1972 nur in acht von 20 Ligaspielen zum Einsatz, ohne Tore zu erzielen. 
Zur Saison 1972/73 kehrte Kurt Hartung wieder zum DDR-Ligisten FSV Lok Dresden zurück. In den 22 Ligaspielen kam er 18-mal zum Einsatz und stand wie früher wieder in der Abwehr. Überraschend stellte Trainer Harry Arlt den bisher stets defensiv spielenden Hartung 1973/74 im Sturm auf. Hartung würdigte das Vertrauen als Torschützenkönig der Mannschaft mit acht Ligatoren, obwohl er nur 18 der 22 Spiele bestritten hatte. In der Spielzeit 1974/75 wurde die FSpVgg zunächst vom Trainerduo Arlt/Hebestreit betreut. Hartung begann wieder als Abwehrspieler, war aber auf dieser Position mit drei Ligatoren erfolgreich. Vom 17. Spieltag an übernahm Klaus Hebestreit allein das Training und beorderte Hartung wieder in den Sturm. Damit gelang es diesem sein Torkonto bis zum Saisonende auf neun Treffer zu erhöhen, was ihm wieder die Torjägerkrone der Dresdner einbrachte. In der Saison 1975/76 spielte Hartung überwiegend im Mittelfeld und war nach zwei Spielzeiten erstmals nicht unter den Torschützen. Von der Spielzeit 1976/77 an hatte Hartung seinen festen Platz in der Abwehr als Vorstopper der FSpVgg Lok gefunden. Er war auch wieder unter den Torschützen zu finden (1976/77 zwei Tore, 1977/78 vier Tore). 1978 wurde seine Mannschaft Liga-Staffelsieger und nahm an der Aufstiegsrunde zur Oberliga teil. Von den acht Spielen bestritt Hartung sechs Begegnungen, als letzte unter den sechs beteiligten Mannschaften verpassten die Dresdner den Aufstieg jedoch eindeutig. Beeinträchtigt durch eine langwierige Verletzung konnte Hartung die Saison 1978/79 erst am 10. Spieltag beginnen und kam am Ende nur auf 13 Ligaeinsätze. Dadurch musste er auf das Amt des Mannschaftskapitäns verzichten, für das er am Saisonbeginn vorgesehen war. Der neue Trainer Frank Ganzera setzte Hartung hauptsächlich als Mittelfeldspieler ein, was dieser dazu nutzte, mit sechs Ligatoren wieder auf seine Torgefährlichkeit hinzuweisen. 1979/80 machte die FSpVgg Lok schwere Zeiten durch, lag lange auf einem Abstiegsplatz und rettete sich erst zum Saisonschluss vor dem Abstieg. Hartung war jedoch wieder in alter Stärke, als Verteidiger eingesetzt, fehlte er nur bei zwei Punktspielen und war mit drei Treffern wieder unter den Torschützen. 
Mit 33 Jahren ging Hartung in seine letzte reguläre Spielzeit. 1980/81 bestritt er von den 22 DDR-Liga-Spielen nur noch zwölf Partien, in denen er vom neuen Spielertrainer Claus Lichtenberger erneut in der Verteidigung eingesetzt wurde. Das letzte Ligator seiner Karriere erzielte Hartung am 20. Spieltag in der Begegnung FSV – Motor Werdau, als er bei 4:0-Sieg der Dresdner zum 3:0 traf. Zu Beginn der Saison 1981/82 teilte die FSpVgg mit, dass Kurt Hartung seine Fußballerlaufbahn beendet habe. Tatsächlich nahm Hartung seinen endgültigen Abschied vom Leistungsfußball, als er nach längerer Pause in der Hinserie der Saison 1982/83 mit drei Punktspieleinsätzen in der DDR-Ligamannschaft der FSpVgg noch einmal aushalf. Nach dem endgültigen Ende seiner Laufbahn konnte Hartung nach 15 DDR-Liga-Spielzeiten auf 246 Punktspieleinsätze mit 36 Toren sowie auf sechs Oberliga-Aufstiegsspiele zurückblicken. 
Von 1988 bis 1990 betreute Hartung die 1. Mannschaft der FSpVgg Lok als Trainer in der Bezirksliga, später die die 2. Mannschaft des Nachfolgevereins Dresdner SC. Bis 2013 war er noch in der Ü-60-Traditionsmannschaft des DSC aktiv.  